# 双星物语
《双星物语》（又译作），是日本Falcom公司在2001年于个人电脑平台推出的一款动作角色扮演游戏。另有衍生网络游戏《双星物语Online》。

## 概要
标题的“Zwei!!”对应本游戏的主题：玩家要同时操控两位主角——皮皮洛和布库尔来进行游戏。该游戏是当时在不断发表重制作品的Falcom公司时隔多年的原创新作。游戏插图由插画家七濑葵担任。
2004年发布PS2版，2008年发布PSP版。PS2版、PSP版比起PC原版有所改动。PSP版追加了人物语音，部分画面和背景音乐也做了修改。
2007年《双星物语Online》发布，2008年9月续作《双星物语2》发布。

## 游戏背景
在格兰瓦伦世界的边境，有一个有着复杂的自然环境与丰富的古代遗迹的漂浮大陆——阿尔杰斯。在传说中这里五百年前曾是魔法大战的决战之地，因此布满了那个时代的遗迹与迷宫。不过，现在除了偶尔登陆的冒险家，大陆上的居民们正过着悠闲的生活。
一天，位于大陆正中的布克村发生了意外。刚互相迎接14岁生日的义姐弟皮皮洛和布库尔，在村里发现了一个从未见过的男人。男人进入村头的神殿，拿走了神殿供奉的六尊女神像。想当英雄同时又想得到村长奖赏的皮皮洛决定出村寻找神像，两位主角开始了他们的冒险。

## 游戏主角
配音演员栏顺序为：PC版&PS2版／PSP版。游戏中人物名字可自行命名。
- 皮皮洛（ピピロ，配音：？ / 今野宏美）

与布库尔一起住在布克村的少女。被当做“圣女转世”的魔法天才，可是本人学习的干劲是零。喜欢追逐潮流、漂亮的衣服和甜食。因为比布库尔的年龄稍大一点点，总是摆出很伟大的样子。
- 布库尔（ポックル，配音：？ / 白石凉子）

皮皮洛的义弟。向往成为“传说中的天堂圣骑士”，因此向退役的财宝猎人学武，武力高超，家务也全能。善讲双关语冷笑话，不过不是很受欢迎。
- 娜塔莉亚

宝藏猎人,经常冒险遇到皮皮洛。目标是搜寻阿尔杰斯的四大龙。
- 汤姆

宝藏猎人,与娜塔莉亚常常在一起。
- 凯特

曾是顶级宝藏猎人,绰号疾风之凯特,布库尔、拉格那都有认识。后来结婚生了2个女儿退隐。
- 神秘蒙面男子

偷走村子里的神像，真实身份为帕拉迪斯。
- 缇亚纳
- 可鲁贝特

猫法师,擅长召唤魔法。偷走神像有关的人物。
- 师匠

迷宫遇到的神秘男子,技能传授给皮皮洛和布库尔。真面目是保罗的大哥,塞拉斯。实力据说比凯特还强。

## 基本游戏系统
以下以PC版本作为基准。
游戏开始时可以选择一只宠物（猫或狗）。游戏中可随时使用Esc键切换两位主角推进游戏。皮皮洛擅长魔法，攻击以远程为主；布库尔近身战出色，且防御力强。游戏界面右下角有一条不断运动指示条，通过控制攻击时指示条的位置可以使出威力、效果不同的攻击。跟着两位主角来的宠物通过设定可以自动进行攻击、复苏和捡道具。
登场人物的成长方法也有特色。与通常的RPG不同，仅仅打败了敌人不提高等级，需要通过食用各种食物（食物从怪物身上掉落或在宝箱中找到，多个低等级食物可以交换更高等级的食物）来获得经验值。用食物不仅能交换到更高等级食物，还可以交换到音乐CD与桌面小游戏。宠物通过喂食特殊的“宠物罐头”来提升等级，等级越高的宠物攻击力越强，也越聪明，还可配合主角使出组合技。
游戏中也包含其它日系游戏的流行要素:“人物词典”、“成绩表”、“道具词典”、“魔兽词典”。根据通过迷宫的情况所获得的评价分数等级，可以交换到强大的道具。
游戏通关后使用通关存档重新进行游戏，会得到更多的游戏元素，也能继承原来的“词典”以继续完善。

## 网络游戏《双星物语Online》
由日本Falcom授权，韩国NEONSOFT与日本Dimps共同开发的网络游戏《双星物语Online》2009年12月17日在韩国开始进行首次测试。

## 关联商品

### 音乐CD
- （NW10102620、2001年12月20日）

PC版游戏原声碟。PC版初回版特典优惠捆绑，而后以单品形式发售。
- （NW10102540、2002年12月19日）

包含PC版游戏的背景音乐的CD版本。
- （NW10102790、2008年12月11日）

PSP版游戏原声碟。PSP版初回版特典优惠捆绑。

### 书籍
- （Comptiq杂志编，角川书店，2002年2月25日发行，ISBN 978-4-04-707079-0）

PC版攻略本。
- （电击PlayStation杂志编，ASCII Media Works，2008年12月25日发行，ISBN 978-4-04-867546-8）

PSP版攻略本。